# Pueblo vietnamita
Los vietnamitas (también conocidos como Kinh, en vietnamita: Người Việt o Người Kinh) son un grupo étnico del sudeste asiático. Sus pueblos ancestrales son los Âu Việt del sur de China y los Lạc Việt del norte del Vietnam actual, que están particularmente relacionados con la cultura Dong Son. Aunque los vietnamitas han vivido, y viven, predominantemente en el sudeste asiático, originalmente como una antigua provincia de China (desde el comienzo de la dinastía Han hasta el periodo de las Cinco Dinastías y los Diez Reinos), son culturalmente más parecidos a otras culturas de Asia oriental, y especialmente del sur de China, que a los asiáticos del sudeste. Según el censo de 1999, el 86 % de la población de Vietnam es vietnamita kinh.
En la República Popular China, se les llama Gin (en chino: 京族, en pinyin Jīngzú – "Gente de Gin"). Dado que el signo 京, en pinyin jīng, es una manera de decir rey muy común en el sur de China (se ve también en Nanjing y Beijing), generalmente significa capital. Aquí podemos considerarlo como una reproducción fonética de la autodesignación vietnamita Kinh.

## Distribución
A raíz de la independencia de la zona norte del actual Vietnam y la aglutinación de los vietnamitas en el estado independiente del Dai Viet, estos conquistaron grandes partes del antiguo Reino de Champā y del Imperio Jemer en lo que ahora es Vietnam del Sur. Son el grupo de población más grande en la mayoría de las provincias de Vietnam, aunque en ciertas zonas del país, la presencia de minorías étnicas endémicas es superior a la población vietnamita. También constituyen una proporción significativa de la población de Camboya. Bajo los Jemeres Rojos, 2 millones de camboyanos fueron asesinados. Muchos supervivientes huyeron a Vietnam, de ahí que algunas de sus provincias tengan una fuerte presencia demográfica camboyana. (Véase genocidio camboyano)
En el siglo XVI, algunos vietnamitas emigraron a China. Todavía hablan vietnamita, pero son más sínicos que los vietnamitas que se han desplazado a China en el siglo XX. Habitan principalmente en la Región Autónoma zhuang de Guangxi y sus alrededores.
Hasta el final de la Primera Guerra Mundial, había vietnamitas que vivían y estudiaban en Francia, puesto que Vietnam fue parte de las colonias francesas en el sudeste asiático. Cuando los franceses se retiraron de Vietnam en 1954, algunos vietnamitas emigraron a Francia.
Después del final de la Guerra de Vietnam, hubo nuevamente oleadas de emigración debido a la gente que huyó del comunismo. Muchos vietnamitas encontraron un nuevo hogar en América del Norte, Europa Occidental (especialmente en la antigua metrópoli, Francia) y Australia. Sin embargo, algunos vietnamitas también trabajaron como trabajadores contratados en los antiguos estados del COMECON (especialmente en la desaparecida Unión Soviética, Polonia, Checoslovaquia y la RDA) y todavía viven allí o en los estados sucesores respectivos.